# قطعنامه ۳۱۷ شورای امنیت
قطعنامه ۳۱۷ شورای امنیت سازمان ملل متحد که در تاریخ ۲۱ جولای ۱۹۷۲ تصویب شد، سندی بین‌المللی دربارهٔ وضعیت خاورمیانه است. این قطعنامه طی نشست ۱٬۶۵۳ام
با ۱۴ موافق،۰ مخالف و۱ ممتنع تصویب شد.